# Ruth Bancroft

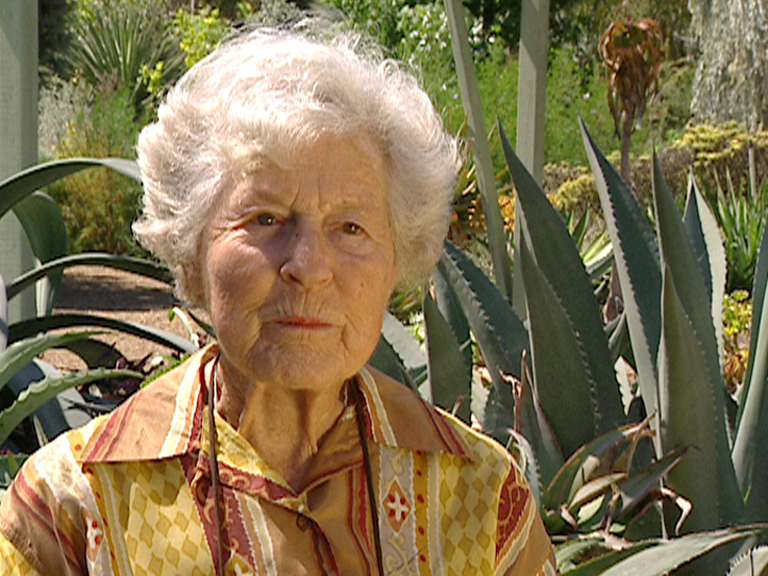
Ruth Bancroft im Mai 2001

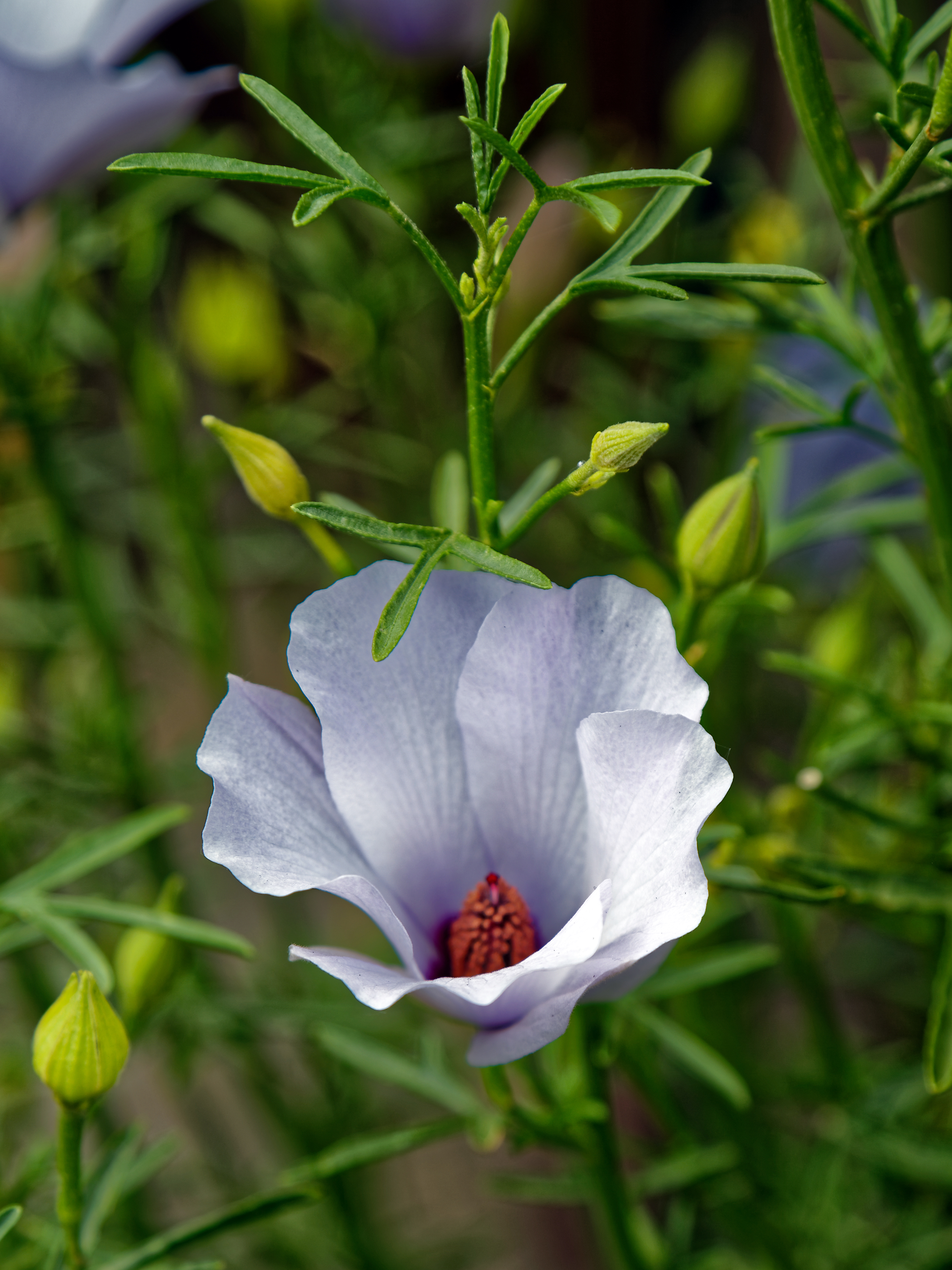
Alyogyne „Ruth Bancroft“ hybrid, eine Malve, gekreuzt aus Alyogyne huegelii und Alyogyne hakeifolia, von Ruth Bancroft gezüchtet und nach ihr benannt, Boreham, Essex, 2017.

Ruth Petersson Bancroft (* 2. September 1908 in Boston, Massachusetts; † 26. November 2017 in Walnut Creek, Kalifornien) war eine US-amerikanische Gärtnerin und die Erschafferin des Ruth Bancroft Garden in Walnut Creek in Kalifornien.
Die aus der San Francisco Bay Area stammende Bancroft begann in den 1950er Jahren mit der Anlage eines Trockengartens auf einem Grundstück, das ursprünglich von Hubert Howe Bancroft, dem Großvater von Ruths Ehemann Philip Bancroft, erworben wurde. Der Garten wurde der erste in den Vereinigten Staaten, der von der Stiftung The Garden Conservancy erhalten und seit 1992 für die Öffentlichkeit zugänglich gemacht wurde.

## Leben
Ruth Petersson wurde als Tochter schwedischer Einwanderer in Boston geboren. Ihre Mutter war Lehrerin und ihr Vater Lateinprofessor. Als Petersson noch ein Baby war, zog ihre Familie nach Berkeley, Kalifornien, als ihr Vater eine Stelle an der University of California, Berkeley, annahm. Als ältestes von drei Kindern hatte Petersson eine jüngere Schwester und einen jüngeren Bruder, die beide in Kalifornien geboren wurden.
Als Kind war sie eine begeisterte Leserin. Ihr Lieblingsbuch war Etwas von den Wurzelkindern von Sibylle von Olfers über vermenschlichte Pflanzenkinder, die im Frühling blühen und im Herbst wieder in die Erde zurückkehren. Fasziniert von der Natur, erkundete sie die unbebauten Hügel von Berkeley, untersuchte Wildblumen und grub kleine Pflanzen aus, um sie in ihrem eigenen Garten einzupflanzen. Zu ihrem frühen Garten gehörte eine Sammlung von Schwertlilien, die sie von Sydney B. Mitchell, dem Gründer der American Iris Association, und Carl Salbach, einem Iris-Züchter, erhielt.
1926 schrieb sich Petersson an der University of California, Berkeley mit dem Hauptfach Architektur ein, als eine von zwei Studentinnen in diesem Studiengang. In der Great Depression ab 1929 gab sie das Architekturstudium auf und machte 1932 ihren Abschluss als Lehrerin. Dieser Karriereweg bot bessere Jobchancen in einer Zeit, in der schon männliche Architekturstudenten Schwierigkeiten hatten, einen Job zu finden und Architektinnen selten waren. Acht Jahre lang unterrichtete sie Hauswirtschaftslehre an einer Schule in Merced.
Mitte der 1930er Jahre lernte Petersson bei einem Blind Date ihren zukünftigen Ehemann Philip Bancroft, Jr. kennen. Philip war der Enkel von Hubert Howe Bancroft, einem erfolgreichen Verleger, dessen Büchersammlung von der UC Berkeley erworben wurde. Die Sondersammlungsbibliothek der UC Berkeley ist heute als Bancroft Library bekannt. Ruth Petersson und Philip Bancroft heirateten am 30. Juni 1939. Petersson, jetzt Ruth Bancroft, zog mit ihrem Mann auf die Farm seiner Familie in Walnut Creek und etwa 1954 in das Haupthaus, als Bancrofts Schwiegervater, Philip Bancroft, Sr. starb. Das Paar hatte drei Kinder Peter Bancroft, Nina Dickerson und Kathy Hidalgo; und vier Enkelkinder. Ihr Ehemann Philip starb 1983. Sie selbst starb am 26. November 2017, knapp drei Monate nachdem sie ihren 109. Geburtstag gefeiert hatte.
Bancroft begann bald nach dem Einzug auf die Farm, Blumen in den Beeten rund um das Haus zu pflanzen. Fasziniert von Sukkulenten, schnitt sie Artikel über die trockenheitsresistenten Pflanzen aus, erwarb aber erst in den 1950er Jahren ihre eigenen, als sie einige Hybriden beim Nachlassverkauf von Glenn Davidson, einem Möbelhändler und Pflanzenzüchter, erwarb. Diese Sukkulenten, die sie Aeonium „Glenn Davidson“ nannte, waren die ersten trockenheitsresistenten Pflanzen in ihrer Sammlung. Ihre Sammlung erweiterte sich von Aeonium auf Agaven, Aloen, Echeveria und Kakteen. Sie zog ihre Pflanzen in Töpfen heran und pflanzte sie dann in Erdhügel rund um ihr Haus.

## Ruth Bancroft Garden
Im späten 19. Jahrhundert hatte Hubert Howe Bancroft, eine 400 Hektar große Obstfarm gegründet, die Walnüsse und Williams-Christ-Birnen produzierte. Die Farm war bis in die späten 1960er Jahre in Betrieb, als das Land für Wohnzwecke umgewidmet und an Bauunternehmer verkauft wurde. Die Bäume, die an der sogenannten Blackline disease erkrankt waren, wurden gefällt, und der Boden war trocken und kahl. 1971 erbte Ruth Bancrofts Ehemann drei Hektar leeres Land, das er seiner Frau schenkte, um ihren Garten zu erweitern. Seine Bedingung war, dass die Pflanzen wenig Wasser verbrauchen sollten, wodurch der Trockengarten inspiriert wurde, der schließlich entstand.
Bancroft beauftragte Lester Hawkins, einen Gartenplaner aus Occidental in Sonoma County. Er plante den zentralen Teich für den Garten und fügte wellenförmige Hügel hinzu, um die flache Landschaft aufzulockern. 1976 fügte Bancroft einen Folly in Form eines Jugendstil-Pavillons hinzu. Sie pflanzte die besten Exemplare ihrer Sukkulenten- und Kakteensammlung in den Boden und verwendete Moosgestein als Pflanzbeete.
Im Jahr 1972 zerstörte ein ungewöhnlich kalter Winter den größten Teil von Bancrofts Garten. Sie begann mit der Neupflanzung, wobei sie spezielle Holzrahmen verwendete, um die zarten Pflanzen vor Frost zu schützen. Das „Aeonium Glenn Davidson“ gehörte zu den Pflanzen, die den Frost überlebten, und wächst noch heute im Garten.
Als der Garten wuchs, sprach sich das unter den lokalen Designern und Gartenbauern herum, die den Garten besuchten, um zu sehen, welche Pflanzen das Klima in Walnut Creek überleben konnten. Der Garten wurde ein Ausflugsziel zur Pflanzenbestimmung für Klassen des Diablo Valley College. Als Francis Cabot, ein Pflanzensammler aus Quebec, Kanada, den Garten besuchte, fragte er Bancroft, was mit dem Garten nach ihrem Tod geschehen würde. Cabots Frau schlug vor, eine gemeinnützige Organisation für die Erhaltung des Gartens zu gründen, und Cabot gründete 1989 The Garden Conservancy. Der erste Garten, der damit für die Öffentlichkeit zugänglich gemacht wurde, war der Ruth Bancroft Garden, der 1992 mit Führungen begann und 1994 offiziell eine gemeinnützige Organisation wurde.